# Stäbchenmodell

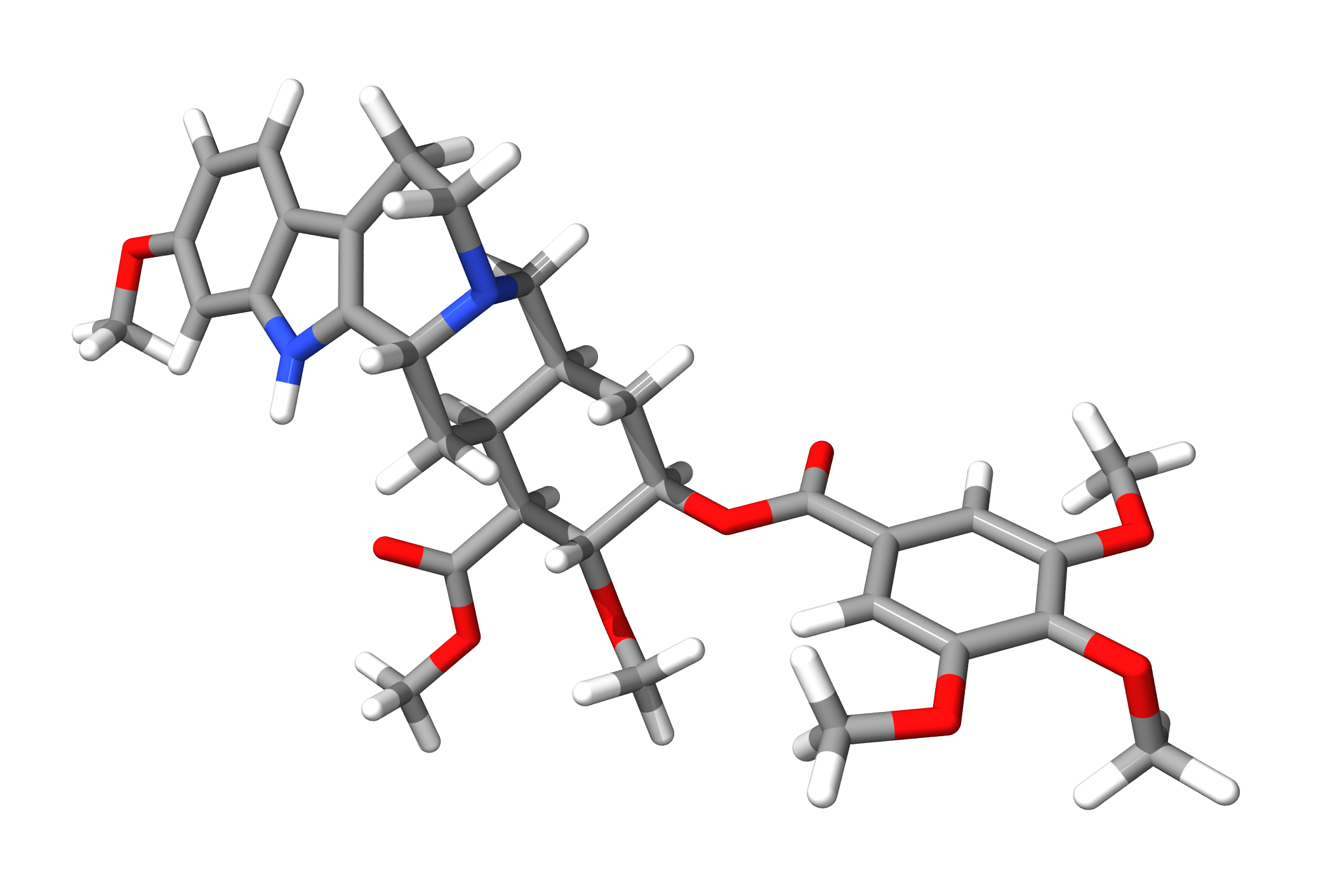
Stäbchen-Modell des Reserpins. Atomfarben: C, O, N

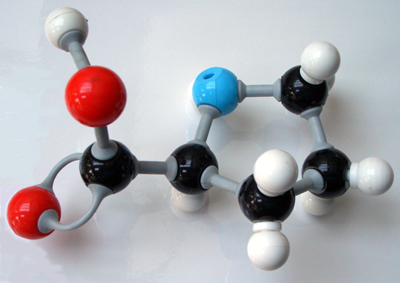
Kugel-Stab-Modell der Aminosäure Prolin aus Kunststoff. Oxo-Doppelbindung mit Bögen.

Das Stäbchenmodell, auch Gittermodell genannt, ist eine dreidimensionale Darstellungsart einer Molekülstruktur, deren (kovalente) Atombindungen in Stabform dargestellt werden. Für rein ionische Verbindungen gibt es das analoge Gittermodell.
Darstellungsmäßig abgegrenzt sind hiervon das Strichmodell (dünne Linien), das Kugel-Stab-Modell und das Kalottenmodell. Für große Proteine gibt es das Bändermodell.
Die Veranschaulichung kann reeller oder virtueller Natur sein. Reell in Form zusammengestifteter Plastik- oder Metallröhrchen oder auch Federelemente – es gibt Bausätze ganz unterschiedlicher Qualitäten –, virtuell als perspektivisches Bild, das z. B. bei gegebenen Koordinaten mit einem speziellen Bildbetrachter am Monitor beliebig drehbar ist, oder als Stereobild.
Stäbchenmodelle haben den Vorteil, dass stereochemische Aspekte von Molekülen und intramolekulare Vorgänge der Torsion und Rotation anschaulich gemacht werden können. Dabei werden immer alle Atome dargestellt – im Gegensatz zur Skelettformel, wo die Wasserstoffatome weggelassen werden.
Im Stäbchenmodell sind die Atombindungen in der Regel als geradlinige Verbindungen der Atommittelpunkte dargestellt. Die Bindungswinkel und Bindungslängen entsprechen im Idealfall maßstabsgerecht den berechneten oder gemessenen Verhältnissen. Mehrfachbindungen werden selten als solche unmittelbar kenntlich gemacht. Durch den Verzicht, die Raumerfüllung der Atome darzustellen, gewährt das Stäbchen- gegenüber dem Kalottenmodell einen besseren Tiefenblick ins Strukturinnere größerer Moleküle. Eine Spezialform des Stäbchenmodells war das Dreiding-Stereomodell.
Die Farbgebung der Atome erfolgt wie bei dem Kalottenmodell nach dem CPK-Modell.

## Geschichte

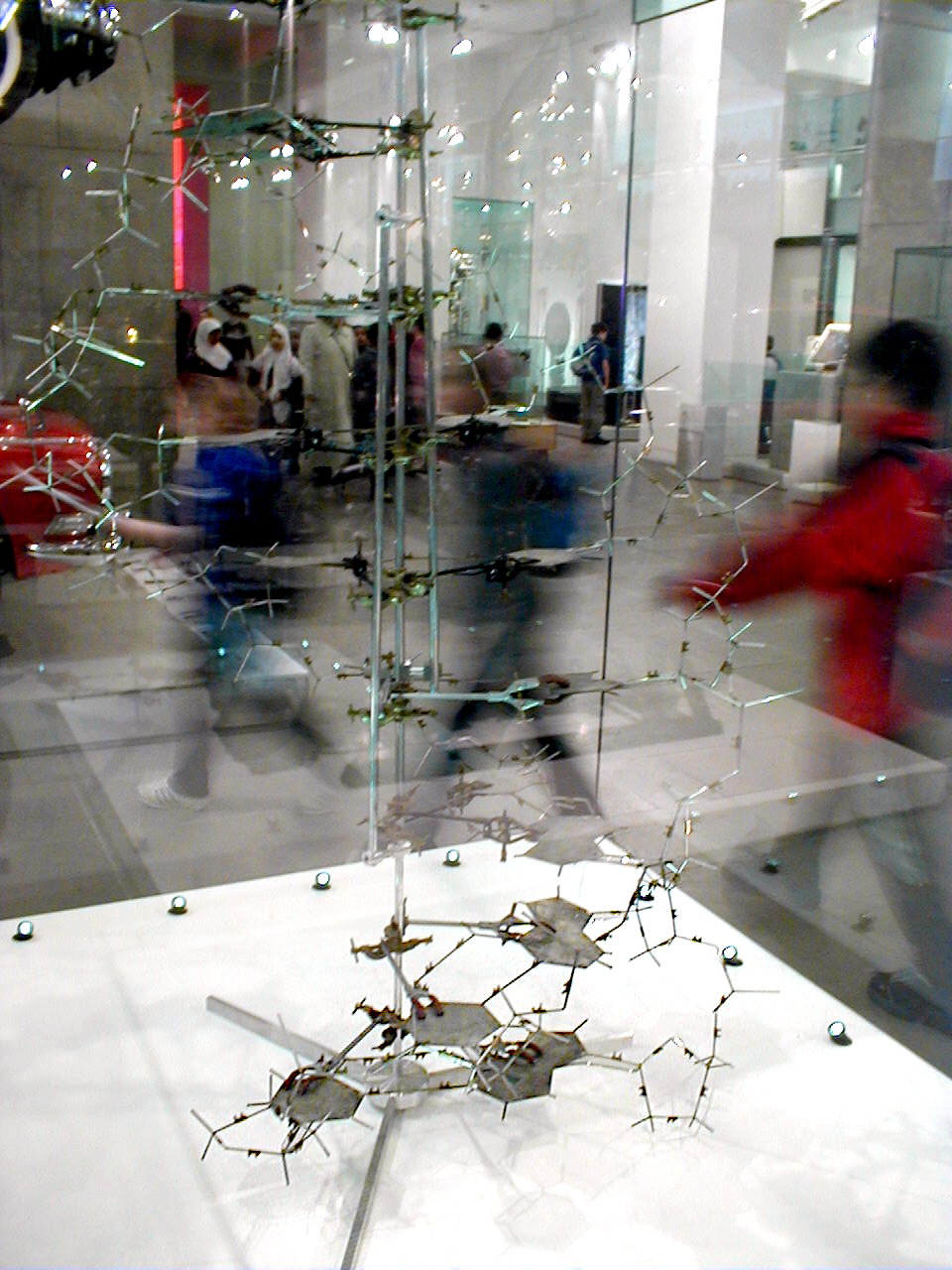
Von James Watson und Francis Crick tatsächlich verwendetes Stäbchenmodell der DNA-Doppelhelix

Entwickelt wurde das Kugel-Stab-Modell im 19. Jahrhundert von August Wilhelm von Hofmann, der es erstmals am 7. April 1865 bei einer Veranstaltung der Londoner Royal Institution (Friday Evening Discourse) vorstellte. Zur Demonstration verwendete er Krocketbälle, in die Metallstäbe eingeschraubt waren. Hofmann selbst nannte diese Darstellung zunächst noch glyptic formulæ, also in etwa „plastische Formeln“.
In der chemischen Forschung wurde das Kugel-Stab-Modell erstmals angewandt bei der Entwicklung einer Struktur für Mesitylen durch August Kekulé im Jahr 1867. Historische Bedeutung erlangte das Stäbchenmodell bei der Ausarbeitung der 1956 von James Watson und Francis Crick vorgeschlagenen räumlichen Struktur von DNA, der Doppelhelix.
Das gesamte Konzept der Darstellung chemischer Strukturen als makroskopisches Modell ist mittlerweile ein wichtiger Grundstein bei der Visualisierung der molekularen Modellierung mit Hilfe von Computerdarstellungen.